# Yiannis Dimitras
Yiannis Dimitras (en griego: Γιάννης Δημητράς, nacido el 12 de abril de 1954 en Corfú) es un cantante y compositor de origen griego, mayormente conocido por su participación en el Festival de Eurovisión 1981. También se ha desempeñado como actor en distintos musicales.

## Festival de Eurovisión 1981
En 1981, Dimitras fue elegido por la cadena televisiva ERT para ser el siguiente representante del país helénico en el Festival de Eurovisión, celebrado en Dublín, Irlanda. Su canción "Feggari Kalokerino" (en griego: "Φεγγάρι καλοκαιρινό", traducido como "Luna de verano"), que se presentó en el 17° puesto de la noche, consiguió 55 puntos y se posicionó en el 8° lugar. La cantante y actriz Sofia Houndra, lo acompañó en el piano en su presentación. 
La canción fue escrita y compuesta por él mismo, junto a Yiorgos Niarchos.

## Discografía
- Ερανα (1978)
- Φεγγάρι καλοκαιρινό (1981)
- Κάποιες νύχτες (2007)